# Burn It Down
Burn It Down är en singel från amerikanska rockbandet Linkin Park som släpptes 15 april 2012. Det är den första singeln från albumet Living Things (album).